# Gemeinschaft der Freien Evangelischen Kirchen Griechenlands

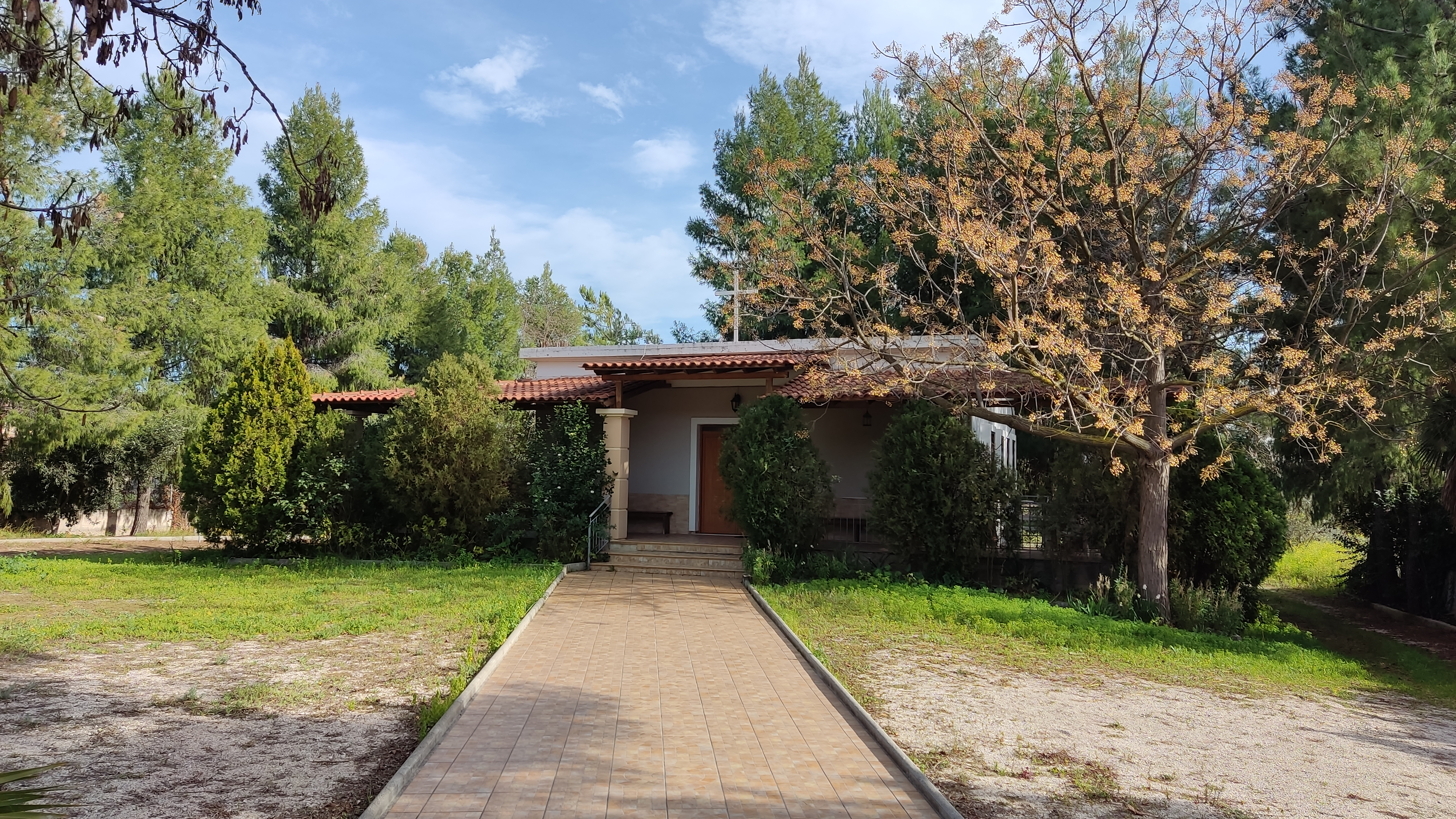
Freie Evangelische Kirche in Argos, Peloponnes

Die Gemeinschaft Freier Evangelischer Kirchen Griechenlands (griechisch Κοινωνία Ελεύθερων Ευαγγελικών Εκκλησιών Ελλάδας, Kinonia Eleftheron Ekklision Elladas) ist eine Vereinigung (Bund/Verband) von 60 unabhängigen, lokalen evangelischen Gemeinden in ganz Griechenland, die sich selbst als „Freie Evangelische Gemeinden“ bezeichnen. Es gibt auch einige Gemeinden von Exilgriechen in Kanada, Australien und Deutschland. Die Gemeinden entstammen den Traditionen der baptistischen Kirchen, der Brüderbewegung (Brethren) und weiterer freikirchlicher Bewegungen, die am Anfang des 20. Jahrhunderts in Großbritannien, Deutschland und Amerika entstanden sind. Die Gemeinschaft führt sich in ihrem Internetauftritt zurück auf die Kirchen Christi (Εκκλησίες του Χριστού, Ekklesies Tou Christou), die seit dem Anfang des 20. Jahrhunderts entstanden waren. Der Gemeindebund gehören auch zum Internationalen Bund Freier Evangelischer Gemeinden.

## Geschichte
Die Vereinigung entstand aus mehreren protestantischen Initiativen an verschiedenen Stellen in Griechenland. Dazu gehörte eine Gemeinde, die 1886 in Chania von zwei Engländern gegründet wurde, die beim dortigen britischen Konsulat beschäftigt waren, sowie eine Gemeinde in Athen, die von dem Brethren-Missionar Eric Devine (?) aus Irland gegründet worden war. Eine weitere Gemeinde wurde von Theofani Zafiropoulos (Θεοφάνη Ζαφειρόπουλος) in Patras mit Unterstützung der Offenen Brüder aus der Schweiz gegründet. 1911 gründete Athanasios Katsarkas (Αθανάσιος Κατσάρκας) Gemeinden in Komotini und Adrianoupoli, die 1914 nach Thessaloniki verlegt wurden. Der einflussreichste Pastor der Gemeinde in Athen war Kostas Metallinos (Κώστας Μεταλληνός), der auch der Mitbegründer der Gemeinschaft der Freien Evangelischen Gemeinden Griechenlands ist. Institutionell wurde der Verband etwa 1946 gegründet.

## Lehre
In den Freien Evangelischen Gemeinden ist die Bibel als Wort Gottes oberste Richtschnur. Darüber hinaus existiert kein einheitliches Glaubensbekenntnis. Große Übereinstimmung herrscht jedoch bei folgenden Prinzipien:
- Die Gemeinde Jesu ist eine Schöpfung des Wortes Gottes. Die Verkündigung weckt, stärkt und korrigiert den Glauben des einzelnen Menschen und verlangt nach dessen Antwort. Die Verkündigung des Evangeliums ist die Voraussetzung dafür, dass ein Mensch zum Glauben kommt. Wer zum Glauben an Jesus Christus gekommen ist, wird eingeladen, sich aufgrund seines persönlichen Bekenntnisses taufen zu lassen.
- Nicht die Taufe, sondern der persönliche Glaube an Jesus Christus als Herrn und Erlöser ist heilsentscheidend.
- Die örtliche Gemeinde der Glaubenden „verwaltet“ das Wort und die von Jesus Christus eingesetzten Zeichen Taufe und Abendmahl. Sie delegiert diese Aufgabe an einzelne Gemeindemitglieder.
- Das Abendmahl wird vorwiegend als Gedächtnismahl verstanden.

Wichtig ist den Gemeinden auch ihre Unabhängigkeit von ausländischen Kirchen und Missionsgesellschaften.

## Struktur
Die Gemeinden sind weitgehend selbstständig. Jährlich findet eine Generalversammlung statt. Diese Generalversammlung wählt aus Vertretern der Gemeinden auf zwei Jahre das Exekutive Diakonat (Εκτελεστική Διακονία, Ektelestiki Diakonia), deren Mitglieder zuständig für die Durchführung der Generalversammlung und die administrativen Angelegenheiten der Gemeinschaft sind. Der Verband zählt heute etwa 5.500 Mitglieder.